# Club Deportivo Montuiri
El Club Deportivo Montuiri fue un club de fútbol de España, de la localidad de Montuiri, en las Islas Baleares. Se fundó en 1942 y fue absorbido por el Club de Fútbol Playas de Calviá en mayo de 2016.

## Datos del club
- Temporadas en 3.ª: 19

### Historial en la liga
| Temporada | Categoría | Puesto |
| --------- | --------- | ------ |
| 1985/86   | 3.ª       | 14º    |
| 1986/87   | 3.ª       | 18º    |
| 1987-93   | Regional  | —      |
| 1993/94   | 3.ª       | 3º     |
| 1994/95   | 3.ª       | 18º    |
| 1995-00   | Regional  | —      |
| 2000/01   | 3.ª       | 13º    |
| 2001/02   | 3.ª       | 10º    |
| 2002/03   | 3.ª       | 15º    |
| 2003/04   | 3.ª       | 7º     |

| Temporada | Categoría | Puesto |
| --------- | --------- | ------ |
| 2004/05   | 3.ª       | 12º    |
| 2005/06   | 3.ª       | 6º     |
| 2006/07   | 3.ª       | 17º    |
| 2007/08   | 3.ª       | 15º    |
| 2008/09   | 3.ª       | 8º     |
| 2009/10   | 3.ª       | 11º    |
| 2010/11   | 3.ª       | 12º    |
| 2011/12   | 3.ª       | 4º     |
| 2012/13   | 3.ª       | 13º    |
| 2013/14   | 3.ª       | 17º    |
| 2014/15   | 3.ª       | 11º    |